# Vellerot-lès-Belvoir

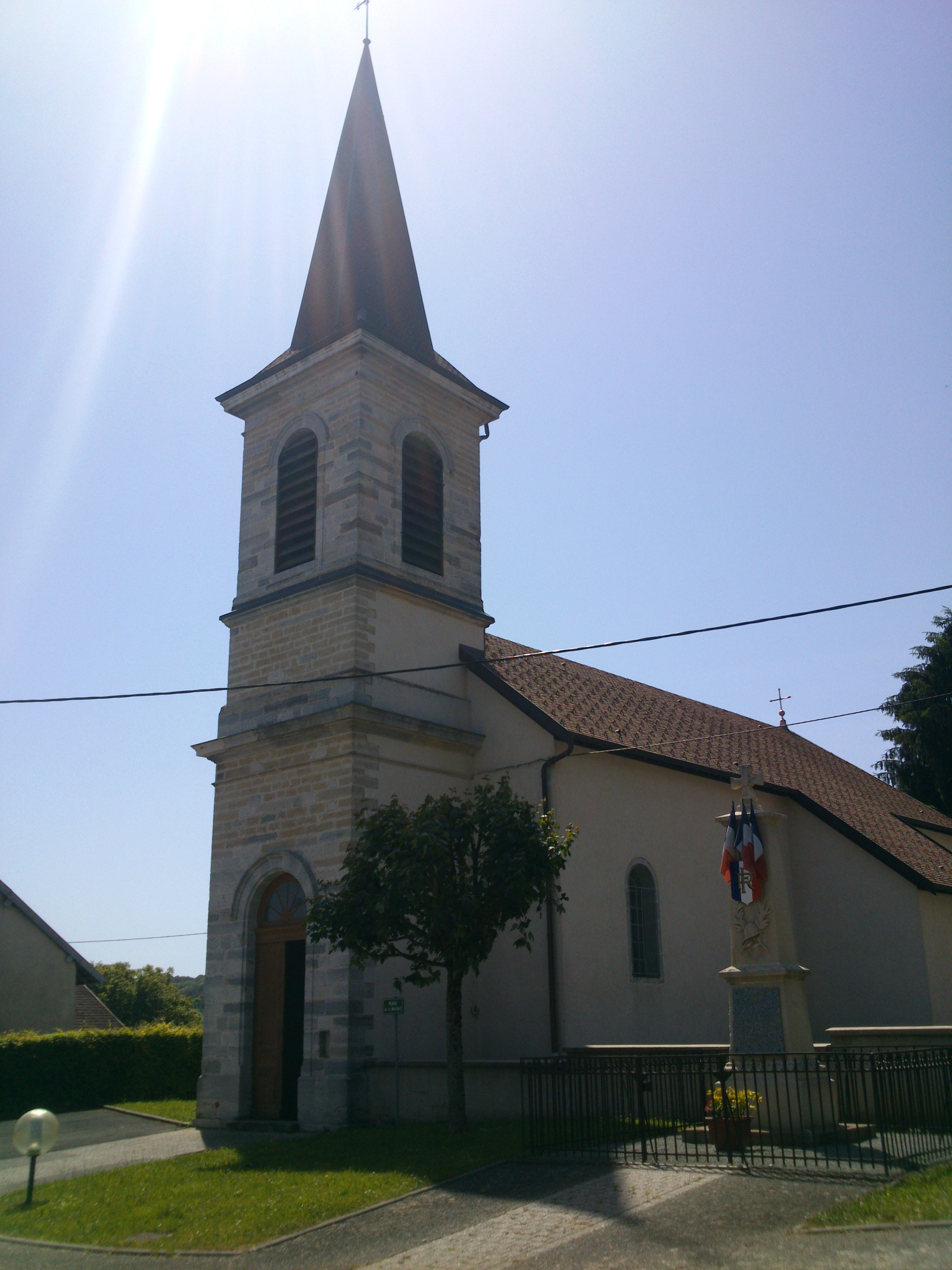
Kerk

Vellerot-lès-Belvoir is een gemeente in het Franse departement Doubs (regio Bourgogne-Franche-Comté) en telt 115 inwoners (2009). De plaats maakt deel uit van het arrondissement Montbéliard.

## Geografie
De oppervlakte van Vellerot-lès-Belvoir bedraagt 6,0 km², de bevolkingsdichtheid is dus 19,2 inwoners per km².
De onderstaande kaart toont de ligging van Vellerot-lès-Belvoir met de belangrijkste infrastructuur en aangrenzende gemeenten.

## Geschiedenis
In de middeleeuwen behoorde Vellerot tot de Heerlijkheid Passavant, die in de 14e eeuw onder de soevereiniteit van de graaf van Montbéliard kwam. Door de vrede van Nijmegen (1678), werd de plaats, samen met de Franche-Comté, bij Frankrijk gevoegd.

## Demografie
Onderstaande figuur toont het verloop van het inwonertal (bron: INSEE-tellingen).